# Magnolia Hotel (Dallas, Texas)
El Magnolia Hotel (a veces llamado Magnolia Building, originalmente Magnolia Petroleum Building) es un exclusivo hotel de estilo Beaux-Arts, ubicado en el distrito Main Street del centro de Dallas, Texas (Estados Unidos). Con 29 pisos y 121,63 metros, fue durante muchos años el edificio más alto del estado tras superar al Hotel Adolphus. La estructura es un lugar emblemático de Dallas y figura en el Registro Nacional de Lugares Históricos.

## Historia
El edificio fue diseñado por Alfred C. Bossom. Se abrió al lado del Hotel Adolphus en agosto de 1922 a un costo de 4 millones de dólares y fue originalmente la sede de Magnolia Petroleum Company. En 1934, la compañía erigió su marca registrada Pegaso de neón en el techo del edificio (el logotipo de Pegasus luego se convirtió en el logotipo de Mobil Oil, que se fusionó con Magnolia Petroleum en 1959) para celebrar la reunión anual del American Petroleum Institute, que se llevó a cabo en Dallas por primera vez. El caballo alado giratorio llegó a representar la ciudad de Dallas y se convirtió en uno de sus puntos de referencia más reconocibles y entrañables, incluso después de que el edificio quedó oscurecido por rascacielos mucho más grandes (el Pegaso de neón ahora solo se puede ver en el horizonte del centro de la ciudad acercándose desde el sur) .
En 1974, sin embargo, Pegasus dejó de rotar debido a problemas mecánicos y en 1977 la propiedad se vendió a la ciudad de Dallas. El edificio fue incluido en el Registro Nacional de Lugares Históricos en 1978.
El edificio fue comprado por desarrolladores de Denver, Colorado en 1997 y se convirtió en Magnolia Hotel de 330 habitaciones.
En 1999, en preparación para la Celebración del Milenio de Dallas, Pegasus fue retirado para ser completamente restaurado. Sin embargo, el letrero estaba más allá de la reparación y se recreó un nuevo letrero desde cero. A la medianoche del 1 de enero de 2000, el nuevo Pegasus, completo con rotación, se encendió por primera vez. Una copia del letrero original, que se encontraba en lo alto de una estación de Mobil Oil en el vecindario Casa Linda de Dallas durante muchas décadas, ahora se exhibe en el Old Red Museum.

## Galería

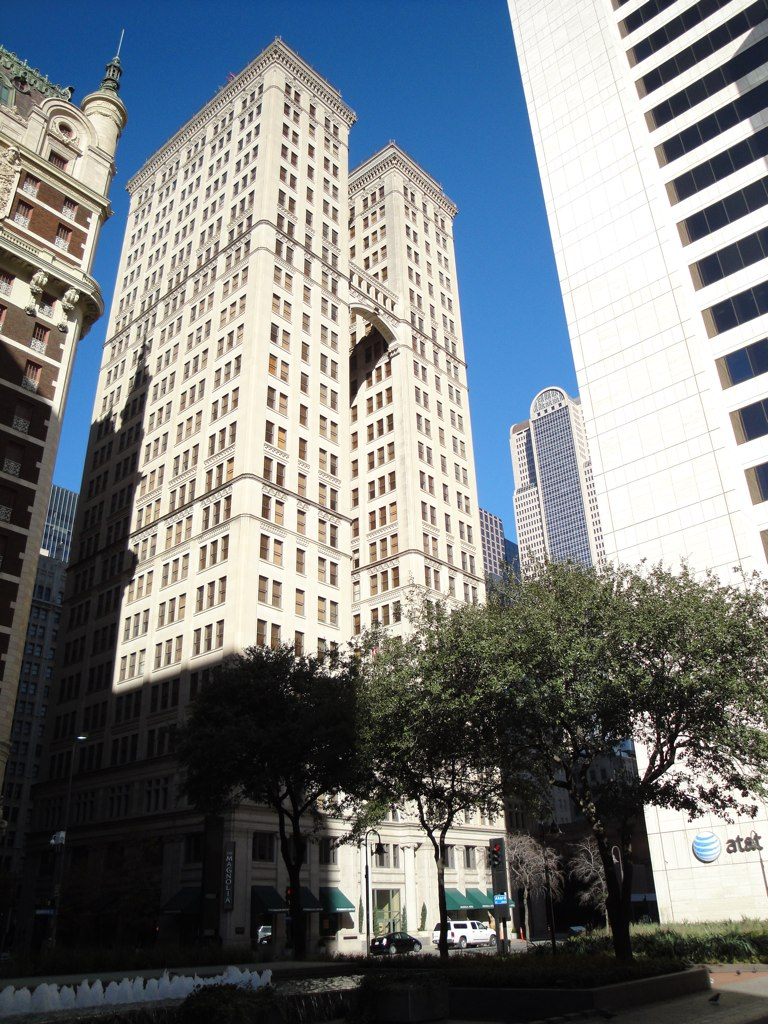
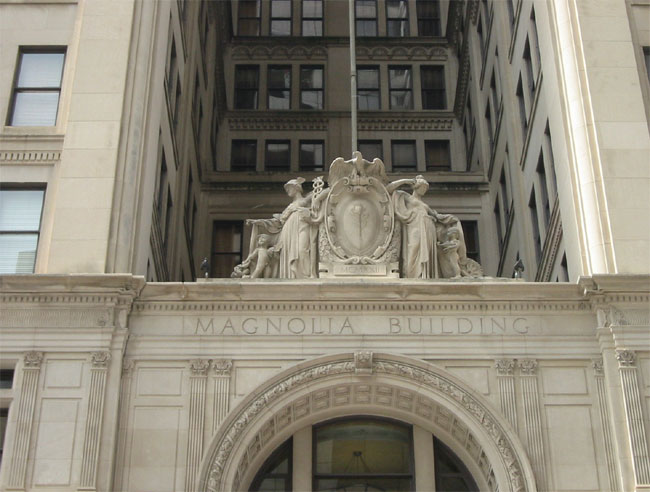
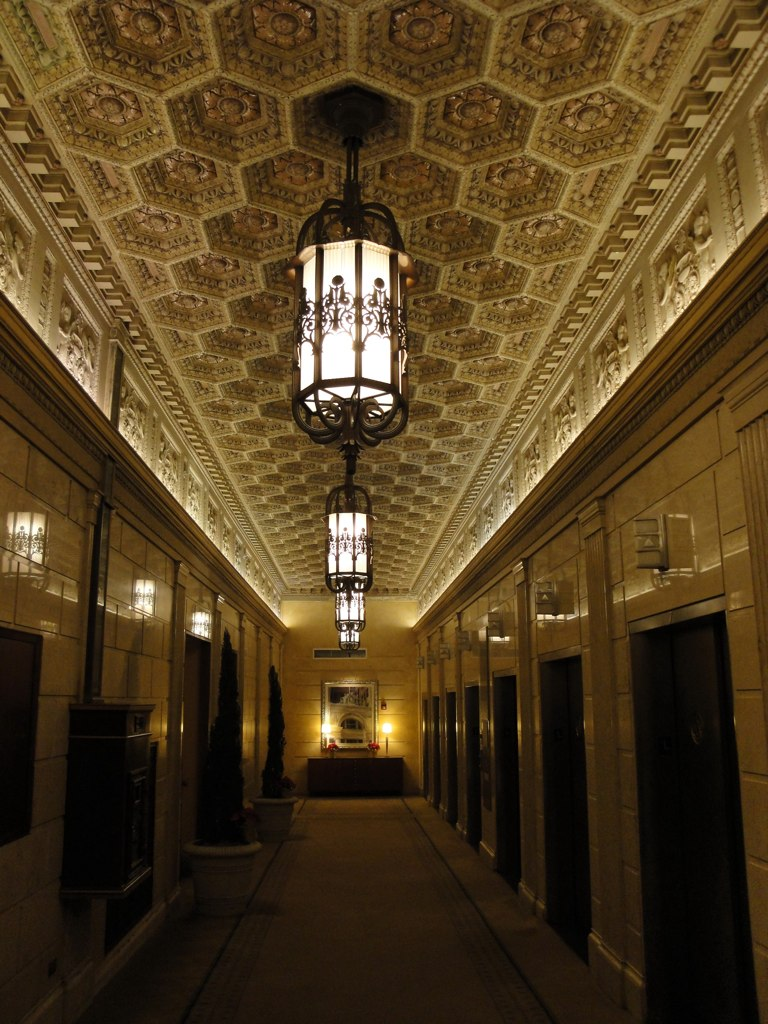
Vestíbulo del ascensor
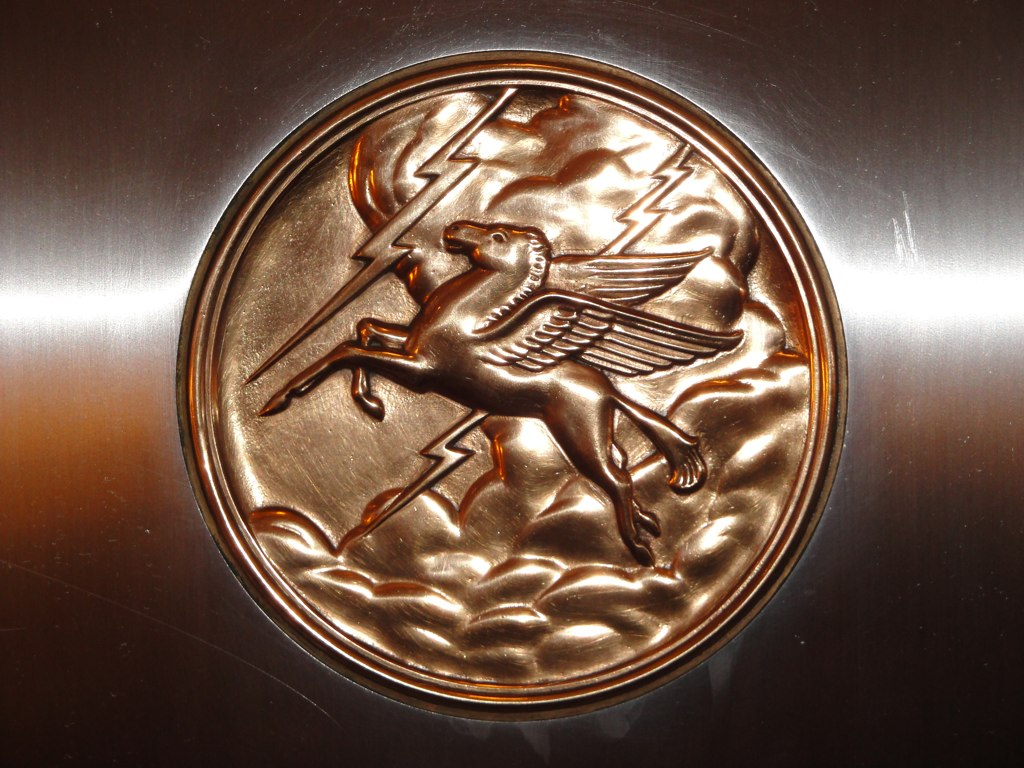
Medallón con la figura de Pegaso en el ascensor
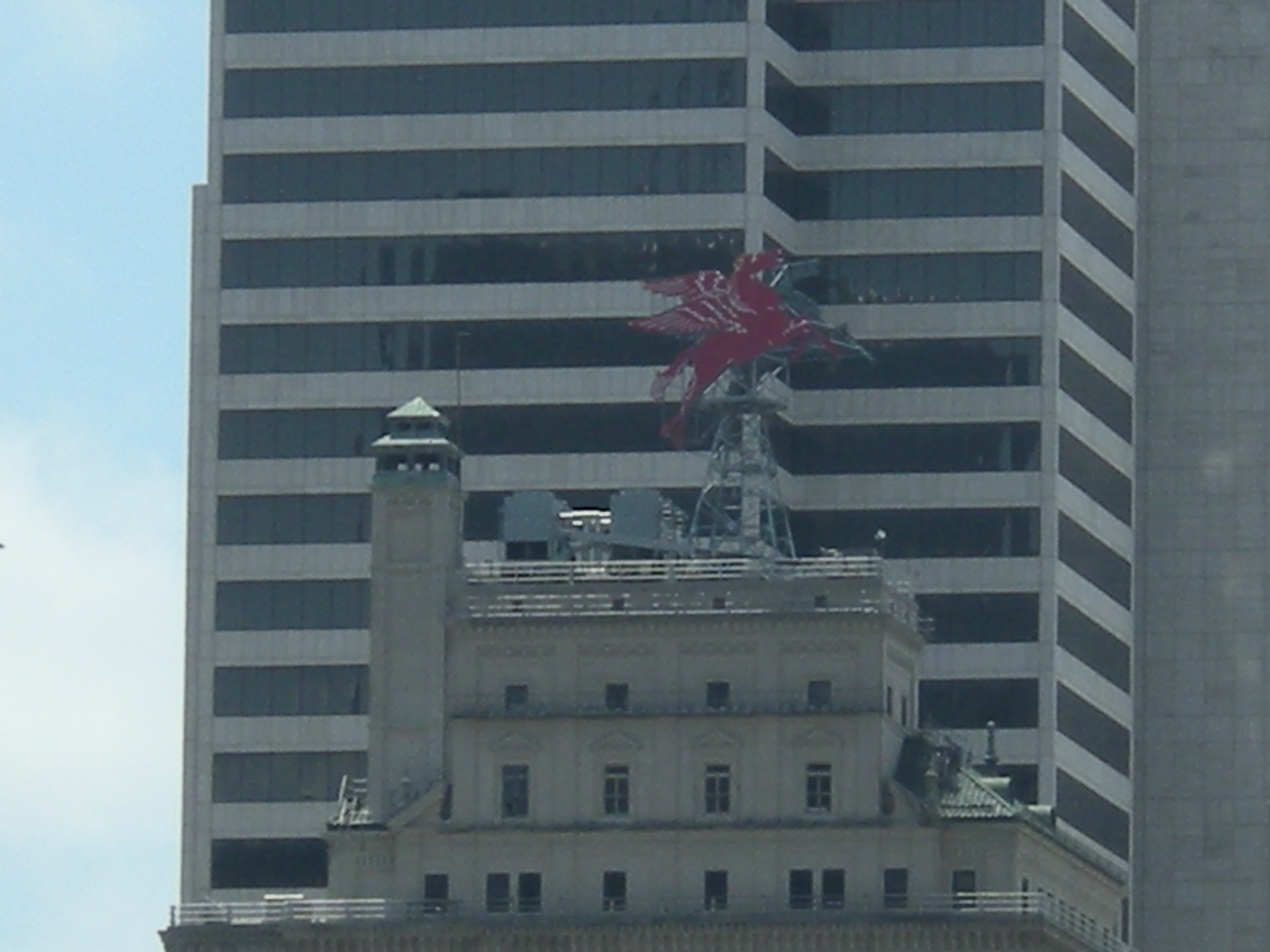
Pegaso rojo ubicado en el techo